# جونگ هه کیون
جونگ هه کیون (کره‌ای: 정해균؛ زادهٔ ۱۶ اوت ۱۹۶۸) بازیگر اهل کره جنوبی است. او به خاطر ایفای نقش در زن شرور, همراه با خدایان: دو جهان و اعتراف به قتل شناخته می‌شود.